# پوزه‌جنبان‌تباران
پوزه‌جنبان‌تباران (نام علمی: Kinorhyncha) یا کرم‌های تیغ‌به‌سر، شاخه‌ای از سلسلهٔ جانوران است با بدنی سه‌بخشی شامل سر و گردن و تنه‌ای که یازده بند دارد و از بیرون پوشیده از خار و صفحات حلقوی کیتینی است؛ سر آن‌ها جمع می‌شود و دارای پنج تا هفت حلقهٔ خاردار و خرطوم (proboscis) کوچک و قابل انقباض است؛ خارها گیرنده‌های شیمیایی و لمسی هستند که در حرکت جانور نیز نقش دارند.
پوزه‌جنبان‌تباران منحصراً دریایی‌اند. اندازه آنها کمتر از یک میلی‌متر است. بدن از ۱۳ بند تشکیل شده (زونیت :اولین زونیت، سر و در بردارنده خار (اسکالید) و صفحاتی (پلاستید) تشکیل شده‌است بقیه زونیت‌ها درارای دو خار طرفی و و یک خار پشتی است. مخرج آن‌ها در انتهای بدن قرار دارد. دوجنسی‌اند (در هر جنس دو غده جنسی یافت می‌شود) و دارای مرحله لاروی هستند.